# ويزلي سوندرز
ويزلي سوندرز (16 يونيو 1993 في الولايات المتحدة - ) (بالإنجليزية: Wesley Saunders)‏ هو لاعب كرة سلة أمريكي في مركز مدافع مسدد الهدف. لعب مع ويستتشستر نيكس.

## وصلات خارجية
- ويزلي سوندرز على موقع سبورتس رفرنس (الإنجليزية)
- ويزلي سوندرز على موقع كرة السلة الأوروبية.كوم (الإنجليزية)
- ويزلي سوندرز على موقع كلية كرة السلة في سبورتس رفرنس.كوم (الإنجليزية)
- ويزلي سوندرز على موقع ريلجم (الإنجليزية)
- ويزلي سوندرز على موقع بروبوليرز (الإنجليزية)
- ويزلي سوندرز على موقع سبورتس رفرنس (الإنجليزية)
- ويزلي سوندرز على موقع سبورتس رفرنس (الإنجليزية)